# 195. motorizirana brigada (JLA)
Za druge 195. brigade glejte 195. brigada.
195. motorizirana brigada je bila motorizirana brigada v sestavi Jugoslovanske ljudske armade.
Enota je bila nastanjena v Sloveniji pred in med slovensko osamosvojitveno vojno.

## Organizacija
31. december 1990
- poveljstvo
- namestitvena četa
- izvidniška četa
- četa za zveze
- četa vojaške policije
- vod ABKO
- 1. motorizirani bataljon
- 2. motorizirani bataljon
- 3. motorizirani bataljon
- 1. tankovski bataljon
- havbični divizion 105 mm
- mešani protioklepni topniški divizion
- lahki topniški divizion protiletalske obrambe
- inženirski bataljon
- zaledni bataljon